# Saint-Clair-d’Arcey
Saint-Clair-d’Arcey település Franciaországban, Eure megyében. Lakosainak száma 338 fő (2018. január 1.). Saint-Clair-d’Arcey Bernay, Fontaine-l’Abbé, Corneville-la-Fouquetière, Mesnil-en-Ouche és Saint-Aubin-le-Vertueux községekkel határos.

## Népesség
A település népessége az elmúlt években az alábbi módon változott:
| Lakosok száma | 286  | 262  | 250  | 325  | 310  | 335  | 344  | 349  | 341  | 338  |
|               | 1968 | 1975 | 1982 | 1999 | 2006 | 2011 | 2013 | 2016 | 2017 | 2018 |